# Primitives de fonctions trigonométriques
Cet article donne les primitives de fonctions trigonométriques.
{\displaystyle \int \sin(ax+b)\,dx=-{\frac {1}{a}}\cos(ax+b)+C}
{\displaystyle \int \cos(ax+b)\,dx={\frac {1}{a}}\sin(ax+b)+C}
{\displaystyle \int \tan(ax)\,dx=-{\frac {1}{a}}\ln |\cos(ax)|+C={\frac {1}{a}}\ln |\sec(ax)|+C}
{\displaystyle \int \operatorname {cot} (ax)\,dx={\frac {1}{a}}\ln |\sin(ax)|+C}
{\displaystyle \int \sin x\,\mathrm {d} x=-\cos x+C}
{\displaystyle \int \cos x\,\mathrm {d} x=\sin x+C}
{\displaystyle \int \tan x\,\mathrm {d} x=-\ln |\cos x|+C=\ln |\sec x|+C}
{\displaystyle \int \operatorname {cot} x\,\mathrm {d} x=\ln |\sin x|+C=-\ln |\operatorname {csc} x|+C}
{\displaystyle \int \operatorname {csc} x\,\mathrm {d} x=\int {\frac {1}{\sin x}}\,\mathrm {d} x=\ln \left|\tan {\frac {x}{2}}\right|+C=-\ln |\operatorname {csc} x+\operatorname {cot} x|+C}
{\displaystyle \int \sec x\,\mathrm {d} x=\int {\frac {1}{\cos x}}\,\mathrm {d} x=\ln \left|\tan \left({\frac {x}{2}}+{\frac {\pi }{4}}\right)\right|+C=\ln {\left|\sec x+\tan x\right|}+C}
L'expression log(tan(x/2 + π/4)) fut d'abord découverte par hasard, en comparant les premières tables de logarithmes des tangentes avec des tables nautiques (d'intégrales définies de la fonction sécante) calculées en 1599 par Edward Wright, mais la coïncidence resta inexpliquée jusqu'à l'invention du calcul infinitésimal.

## Note et référence
1. ↑  Ces indications de Michael Spivak, Calculus, 1967 (lire en ligne), p. 326, ont suscité le compte rendu détaillé de (en) V. Frederick Rickey et Philip M. Tuchinsky, « An Application of Geography to Mathematics: History of the Integral of the Secant », Mathematics Magazine, vol. 53, no 3,‎ 1980, p. 162-166 (lire en ligne).